# Reem Kaseem
Reem Mohamed Hussein El-Sayed Kaseem (en arabe : ريم محمد حسن السيد قاسم), née le 1er octobre 1995 à Gizeh, est une nageuse égyptienne. 

## Carrière
Reem Kaseem est médaillée d'argent du 400 mètres nage libre, du 4 x 100 mètres nage libre et du 4 x 200 mètres nage libre, ainsi que médaillée de bronze du 800 et du 1 500 mètres nage libre aux Championnats d'Afrique de natation 2012 à Nairobi. 
Elle participe ensuite aux Jeux olympiques de 2016 à Rio de Janeiro, où elle termine 25e du 10 kilomètres en eau libre. 
Elle est médaillée d'argent du 800 mètres nage libre et médaillée de bronze du 4 x 200 mètres nage libre aux Championnats d'Afrique de natation 2016 à Bloemfontein. 